# Marcin Kalicki
Jeżeli edytujesz kod źródłowy, to aby uzyskać taki efekt: teoria, elektronem, Witolda Gombrowicza – twórz linki według składni: [[teoria]], [[elektron]]em, [[Witold Gombrowicz|Witolda Gombrowicza]].

Marcin Kalicki - ur. w 1985 roku w Warszawie polski dziennikarz i varsavianista. 
Autor ponad tysiąca artykułów opublikowanych w warszawskich gazetach lokalnych: "Informator Stolicy", Mieszkaniec, "Gazeta Południe", "Echo Woli", "Echo Bielan" oraz miesięcznikach ogólnowarszawskich: Skarpa Warszawska (czasopismo) i Stolica (czasopismo). Twórca ponad pięciu tysięcy artykułów informacyjnych, wywiadów i relacji z wydarzeń na portalach informacyjnych: mieszkaniec.pl, informator-stolicy.pl, tustolica.pl, iwola.pl, ibielany.pl, iwawer.pl, ibemowo.pl.
Opisał historię rodu Karniewskich, jednej z rodzin najdłużej zamieszkujących Ursynów w książce "Historia Ursynowa. Okiem dziennikarza" Andrzeja Rogińskiego.
Wielokrotnie nagradzany. W 2017 roku otrzymał tytuł Dziennikarza Roku przyznany przez Warszawską Akademię Piłki Nożnej. W lutym 2020 roku Prezes Witold Roman wręczył mu Medal 20-lecia Mazowiecko-Warszawskiego Związku Piłki Siatkowej. We wrześniu 2021 roku wyróżniony został na gali Nagród Południa, gdzie otrzymał "Złote Pióro za dziennikarstwo w prasie lokalnej". Trzy miesiące później otrzymał także tytuł Działacza Roku 2021 przyznany przez Mazowiecko-Warszawski Związek Piłki Siatkowej. 14 marca 2023 roku podczas VI Gali Sportu Gminy Nadarzyn otrzymał tytuł Mecenasa Nadarzyńskiego Sportu. Pamiątkową statuetkę wręczył dziennikarzowi Dariusz Zwoliński - Wójt Gminy Nadarzyn. W grudniu 2024 roku Prezes Jarosław Miałkowski za całokształt twórczości wręczył redaktorowi Marcinowi Kalickiemu Medal 25-lecia Mazowiecko-Warszawskiego Związku Piłki Siatkowej. W styczniu 2025 roku został nominowany przez Kapitułę Redakcji „Polski Metropolii Warszawskiej”, „Echa Dnia” i „Tygodnika Ostrołęckiego” do tytułu „Osobowość Roku 2024” w Warszawie.